# Burnout Revenge
Burnout Revenge — видеоигра серии Burnout в жанре аркадных автогонок с элементами гонок на выживание, разработанная студией Criterion Games и изданная компанией Electronic Arts в 2005 году для игровых приставок PlayStation 2 и Xbox. В 2006 году Burnout Revenge была портирована на консоль Xbox 360. Официальным локализатором игры выступила компания «СофтКлаб»: переводу на русский язык подверглась только документация, сама игра осталась на английском.
Игра основана на предыдущей части серии — Burnout 3: Takedown. В качестве основного режима для прохождения предоставлен World Tour, в котором требуется проходить события различных видов, повышая свой ранг и открывая новые автомобили. Как и в предшественнике, в Burnout Revenge есть возможность демонтировать автомобили соперников во время прохождений событий, что позволяет повышать рейтинг и на чём основываются некоторые игровые испытания и механики. Имеются также различные варианты многопользовательской игры.
В ходе разработки аркады были сохранены стиль и особенности Burnout 3: Takedown, но при этом внесены некоторые нововведения и улучшения в игровой процесс. Burnout Revenge, как и предыдущая часть серии, получила высокие оценки от игровой прессы. Рецензенты хвалили увлекательный игровой процесс, зрелищные аварии и отличную графическую составляющую, но иногда подвергали критике некоторые упрощения, в сравнении с предшественником.

## Игровой процесс
Burnout Revenge представляет собой аркадную гоночную игру, выполненную в трёхмерной графике. Игра сосредотачивается на гоночных соревнованиях и заездах с акцентом на аварии. От игрока требуется управлять одним из доступных автомобилей, которые представлены нелицензированными моделями и позиционируются как своеобразное оружие. Они имеют различные показатели силы аварийного прерывателя, массы и скорости. У большинства автомобилей также можно выбрать один из нескольких вариантов цвета.
Если во время движения совершать различные опасные манёвры (например, ехать по встречной полосе и выполнять прыжки на трамплинах), то это ведёт к заполнению шкалы ускорения (Boost). Если использовать ускорение, то оно расходуется, но при этом позволяет быстро достичь максимальной скорости автомобиля. Шкалу ускорения можно увеличить путём демонтажа (Takedown) автомобилей соперников: чем больше автомобилей соперников было демонтировано, тем в большее количество раз можно увеличить шкалу ускорения (максимум — в 4 раза). Напротив, шкала ускорений может уменьшаться вплоть до исходного уровня, если попадать в аварии и, при этом, не демонтировать во время них автомобили соперников. Существуют различные способы демонтажа автомобилей соперников: разбивание их машин о тяжёлые объекты, падение на них с трамплинов и так далее. Попасть игроку в аварию можно при столкновении с тяжёлыми, неподвижными элементами локации и встречными автомобилями, в то время как при столкновении с попутным трафиком в аварию можно попасть лишь при столкновении с автобусами, полуприцепами и трамваями — другие виды транспорта отлетают от удара, а игрок продолжает движение без урона для своего автомобиля. После попадания в аварию некоторое время игроку доступна возможность замедлить время (Impact Time), что позволяет перемещать автомобиль по локации, распространяя аварию доводкой (Aftertouch). Это может помочь демонтировать соперников во время аварии при касании с ними или, в некоторых событиях, взорвать их. Сила взрывной волны зависит от заполненности шкалы ускорения, причём если взрывная волна не демонтирует ни одну машину соперника, это приведёт к полному опустошению шкалы. Дальность и сила взрывной волны зависят от уровня заполнения шкалы ускорения, которая, в свою очередь, тем быстрее заполняется, чем выше у автомобилям показатель силы аварийного прерывателя. Если игрок попал в аварию из-за соперника, который его ударил, последний отмечается красным указателем: если демонтировать автомобиль этого соперника, то данное действие будет отмечено как реванш.

### Режимы игры
Основным режимом Burnout Revenge является World Tour, делящийся на 10 рангов. В каждом ранге присутствуют события разных видов. Награда за успешное завершение каждого события — бронзовая, серебряная или золотая медаль (в зависимости от результата). Занятое призовое место в большинстве случаев открывает доступ к новым событиям и/или автомобилям. Помимо этого, присутствует система рейтинга, который тем лучше, чем больше опасных манёвров и демонтажей совершается во время события: максимально возможное количество звёзд рейтинга за каждое событие — 5. Чем больше звёзд получено, тем выше со временем становится ранг игрока: низший ранг — безопасный (Harmless), высший — элита (Elite). События проходят в пределах одной из восьми локаций, основанных на реальных местах мира: Motor City, Sunshine Keys, Lone Peak, Angel Valley, Eternal City, White Mountain, Eastern Bay и Central Route. В одних локациях имеется только один замкнутый маршрут, в других же их несколько; независимо от этого, доступный во время события игроку маршрут огорожен движущимися указателями, которые невозможно пересечь. В зависимости от события, один и тот же маршрут может быть проложен как вперёд, так и в обратном направлении. Также в каждой локации есть скрытые, короткие пути, подсвечиваемые синими стрелками. Для каждой локации предусмотрен список из 8 испытаний (Challenge Sheet), которые можно выполнять во время различных событий (например, прохождение гонки без столкновений и выполнение вертикального демонтажа) и которые открывают доступ к наиболее производительным автомобилям игры, а также 3 демонтажа, которые должны быть запечатлены на снимках (Takedown Book) и которые выполняются в определённых местах локации (Signature Takedown).
Помимо World Tour, предусмотрена многопользовательская игра для двух игроков, реализованная с технологией разделённого экрана, и до шести игроков по сети. В игре с разделённым экраном игроки соревнуются, кто сколько раз победит в событиях за одну сессию. В свою очередь, в сетевой игре представлены как обычный, так и рейтинговые варианты игры — в последнем случае игрок с помощью побед в событиях повышает свой рейтинг в списке лидеров, поражения же приводят к понижению рейтинга. Сервера Burnout Revenge были отключены в 2012 году, как следствие, онлайн-игра стала официально недоступна.

### Виды событий
В Burnout Revenge существуют следующие виды событий, среди которых есть как знакомые по предыдущим играми серии, так и совершенно новые. В одних видах событий присутствуют компьютерные соперники, в других же заезд проходит в одиночку. В последнем случае, помимо прочего, шкала ускорения всегда максимально длинная и не уменьшается при авариях.
- Race представляет собой гоночный заезд, в котором участвуют 6 гонщиков, включая игрока.
- Traffic Attack — в этом виде событий необходимо нанести как можно больше ущерба (Crash Dollars) транспортному трафику, врезаясь в попутные, а также припаркованные автомобили. Стоимость причиняемого ущерба зависит от вида транспорта: так, крупный транспорт, такой как автобусы, полуприцепы и трамваи, оценивается выше. Интенсивность дорожного движения и количество припаркованных машин в этом виде событий больше, чем в других. Время, за которое нужно наносить ущерб, ограничено, однако его можно пополнять вплоть до 20 секунд путём частого разбивания машин.
- Burning Lap представляет собой одиночный заезд на время без участия в нём других гонщиков. Игроку необходимо как можно быстрее проехать один круг по тому или иному маршруту для установления лучшего результата.
- Road Rage — вид событий, в которому за игроку отведённое время нужно демонтировать как можно больше автомобилей соперников. При этом, у автомобиля игрока присутствует своеобразная система жизней: аварии ведут к потери целостности автомобиля и, как следствие, после большого количества аварий заезд заканчивается. Пополнять время можно достижением определённого количества демонтажей.
- Eliminator — в этом виде событий так же, как и в Race, участвуют 6 гонщиков, но каждые 30 секунд последний едущий участник взрывается и выбывает из заезда. Как следствие, финишной черты в данном виде событий, аналогично Traffic Attack, нет, и игроку следует остаться единственным не взорванным участником заезда, не занимая на момент истечения времени последнюю позицию.
- Grand Prix Race — гоночное состязание из нескольких этапов, проходящих на разных локациях, и в котором участвуют 6 гонщиков. Победитель определяется по сумме очков Гран-при (GP Points), которые тем больше начисляются, чем выше занято место в каждой гонке.
- Preview — данный вид событий присутствует в первых восьми рангах, по одному на каждый ранг. На это событие игроку приходит приглашение после определённого количества побед в том или ином ранге. Сам вид событий аналогичен Burning Lap, но проходит на специальном, ещё недоступном игроку автомобиле, который открывается с помощью выполнения списка испытаний той или иной локации.
- Crash предполагает необходимость попасть в аварию и, тем самым, нанести максимальный ущерб транспортному трафику и окружению. В этом виде событий присутствуют автомобили, недоступные в других, а также имеются свои особенности. Так, шкала ускорения служит не для быстрого достижения максимальной скорости, а для взрыва своей машины, что позволяет создать разрушительную взрывную волну и с помощью доводки столкнуть автомобиль с другими, ещё не разбитыми, транспортом и объектами. Шкала ускорения заполняется по мере устранения автомобилей на дороге, и при заполнении шкалы до 100 % она начинает опустошаться, а игроку следует быстрыми нажатиями соответствующей кнопки вновь её заполнять, на что даётся 5 секунд: чем больше заполнена шкала, тем мощнее будет взрыв, причём если заполнить шкалу на 100 %, то отчёт времени автоматически заканчивается и происходит наиболее мощный взрыв. Кроме того, в некоторых событиях этого вида на перемещение машины в воздухе оказывает влияние ветер, причём от массы автомобиля зависит, насколько сильно её будет сдувать в ту или иную сторону. Локации для Crash в основном представляют собой небольшие части маршрутов, на которых проходят другие виды событий, но могут иметь некоторые различия в структуре для лучшего попадания в аварию, например, установленные трамплины. В мультиплеере есть три разновидности Crash: Crash Battle (несколько игроков одновременно устраивают аварию), Crash Party (игроки по очереди устраивают аварии в несколько раундов) и Crash Tour (гольф-подобная версия Crash Party, когда игроки пытаются нанести определённое количество ущерба за как можно меньше попыток; после окончания последнего раунда побеждает игрок с наименьшим количеством очков).

## Разработка и выход игры
Впервые о разработке новой части серии Burnout стало известно в начале 2005 года. Изначально ходили слухи, что над проектом, в отличие от предыдущих частей, не будет работать студия Criterion Games, но позже эти слухи были опровергнуты издателем франшизы — Electronic Arts. Официальный анонс новой игры серии, получившей название Burnout Revenge, состоялся 4 апреля 2005 года — в тот день были опубликованы два первых скриншота предстоящей игры. Разработчики использовали в Burnout Revenge игровые механики, схожие с предыдущей частью серии — Burnout 3: Takedown. Игра также разрабатывалась для тех же консолей, что и предшественник, — PlayStation 2 и Xbox. При этом, были внесены и некоторые нововведения. Так, в новой игре появились демонтажи реванша — возможность с помощью демонтажа отомстить сопернику, который привёл к попаданию игрока в аварию. Помимо прочего, разработчики реализовали возможность сбивать лёгкий попутный трафик, в отличие от предыдущей игры серии, где столкновение с любым другим транспортом, кроме соперников, приводило к попаданию в аварию. Улучшенной проработке подверглись и локации, которые стали более нелинейными и имеющими множество развилок. В связи со всем этим, были добавлены новые виды событий (например, Traffic Attack) и внесены небольшие изменения в имевшиеся ранее. В мае Burnout Revenge демонстрировалась на выставке E3 Expo.

## Саундтрек
В Burnout Revenge представлен лицензированный саундтрек в жанрах рок, постхардкор и электроника от известных исполнителей и групп, таких как Animal Alpha, Yellowcard, The Chemical Brothers и других. В настройках игры есть возможность прослушать музыкальные треки, выбрать их последовательный или случайный порядок воспроизведения и включить или выключить проигрывание каждого из них; прервать проигрывание текущего и начать проигрывание следующего трека можно в любое время на экранах меню и во время заездов. Кроме того, в версиях для Xbox и Xbox 360 имеется поддержка пользовательской музыки.
1. Yellowcard — «Lights and Sounds»
2. BT vs The Doors — «Break On Through (To The Other Side)»
3. The Outline — «Shotgun»
4. Apocalyptica — «Life Burns!»
5. The All-American Rejects — «Top Of The World»
6. The Chemical Brothers — «The Big Jump»
7. Pennywise — «Stand Up»
8. Dogs — «Tuned to a Different Station»
9. The Starting Line — «The World»
10. LCD Soundsystem — «Daft Punk is Playing At My House (Soulwax Shibuya Remix)»
11. OK Go — «Do What You Want»
12. Tsar — «Band — Girls — Money»
13. Andy Hunter — «Come On»
14. The Academy Is… — «Almost Here»
15. The Dead 60s — «Riot Radio»
16. Morningwood — «Nü Rock»
17. Junkie XL — «Today»
18. MxPx — «Heard That Sound»
19. Animal Alpha — «Bundy»
20. Goldfinger — «I Want»
21. Bullet for My Valentine — «Hand of Blood»
22. Fall Out Boy — «Dance, Dance»
23. Funeral for a Friend — «All The Rage»
24. Maxїmo Park — «Apply Some Pressure»
25. Infusion — «Better World (Adam Freeland Remix)»
26. The Bravery — «An Honest Mistake (Superdiscount Remix)»
27. Finch — «Ink»
28. Emanuel — «The Hey Man»
29. CKY — «As The Tables Turn»
30. Billy Talent — «Red Flag»
31. Comeback Kid — «Wake The Dead»
32. Bloc Party — «Helicopter»
33. Asian Dub Foundation — «Flyover»
34. Mindless Self Indulgence — «Straight To Video (KMFDM Remix)»
35. Avenged Sevenfold — «Beast and the Harlot»
36. Timo Maas — «First Day (General Midi Remix)»
37. We Are Scientists — «The Great Escape»
38. Unwritten Law — «F.I.G.H.T.»
39. The Black Velvets — «Fear and Loathing»
40. Thrice — «Lullaby»
41. Nine Black Alps — «Shot Down»

## Версии и выпуски
Выход Burnout Revenge состоялся 13 сентября 2005 года в Северной Америке, 23 сентября того же года в Европе и 20 октября в Японии (в последнем регионе вышла только версия игры для PlayStation 2). Официальным локализатором игры выступила компания «Софт Клаб», которая выпустила Burnout Revenge с русской документацией.
С весны 2005 года также была известна информация о выходе новой части Burnout на консоль нового поколения — Xbox 360. Осенью официально стало подтверждено, что Burnout Revenge выйдет на Xbox 360. Данная версия игры демонстрировалась на выставке CES в начале 2006 года. Разработчики создавали версию для Xbox 360 с учётом улучшенных технических возможностей консоли, благодаря чему реализовали в этой версии HD-разрешение, повышенное качество текстур, визуальных и звуковых эффектов. Кроме того, Burnout Revenge на Xbox 360 обзавёлся рядом нововведений. Так, появилась возможность записывать 30-секундные повторы заездов и делиться ими с другими игроками по сети Xbox Live (Burnout Clips). Онлайн-мультиплеер обзавёлся системой Revenge Rivals, которая позволяла игрокам отслеживать, сколько раз и кем они были демонтированы или сами демонтировали того или иного игрока. Помимо этого, в версии для Xbox 360 стало больше дорог и разрушаемых объектов на локациях, больше локаций для событий вида Crash, переработано меню и внутриигровое видео, внедрены система достижений, незначительные изменения в игровой процесс, а также загружаемый контент, включающий в себя новые автомобили. Выход Burnout Revenge на Xbox 360 состоялся 7 марта 2006 в Северной Америке, 17 марта того же года в Европе и 23 марта в Японии. 9 мая 2018 года игра стала доступна на Xbox One по обратной совместимости.

## Оценки и мнения
| Сводный рейтинг       | Сводный рейтинг                                                          | Сводный рейтинг                                                          | Сводный рейтинг                                                                    |
| Издание               | Оценка                                                                   | Оценка                                                                   | Оценка                                                                             |
| Издание               | PS2                                                                      | Xbox                                                                     | Xbox 360                                                                           |
| --------------------- | ------------------------------------------------------------------------ | ------------------------------------------------------------------------ | ---------------------------------------------------------------------------------- |
| GameRankings          | 90,30 %                                                                  | 89,99 %                                                                  | 88,57 %                                                                            |
| Game Ratio            | 90 %                                                                     | 91 %                                                                     | 89 %                                                                               |
| Metacritic            | 90/100                                                                   | 89/100                                                                   | 89/100                                                                             |
| MobyRank              | 90/100                                                                   | 90/100                                                                   | 87/100                                                                             |
| Иноязычные издания    |                                                                          |                                                                          |                                                                                    |
| Издание               | Оценка                                                                   | Оценка                                                                   | Оценка                                                                             |
| Издание               | PS2                                                                      | Xbox                                                                     | Xbox 360                                                                           |
| 1UP.com               | 9/10                                                                     | 9/10                                                                     | 9/10                                                                               |
| AllGame               | [ 20 ]                                                                   | N/A                                                                      | N/A                                                                                |
| Edge                  | 8/10                                                                     | 8/10                                                                     | N/A                                                                                |
| EGM                   | 8,83/10                                                                  | 8,83/10                                                                  | N/A                                                                                |
| Eurogamer             | N/A                                                                      | 8/10                                                                     | 8/10                                                                               |
| G4                    | 4/5                                                                      | N/A                                                                      | N/A                                                                                |
| Game Informer         | 9,25/10                                                                  | 9,25/10                                                                  | 9,5/10                                                                             |
| GamePro               | 5 из 5 звёзд · 5 из 5 звёзд · 5 из 5 звёзд · 5 из 5 звёзд · 5 из 5 звёзд | 5 из 5 звёзд · 5 из 5 звёзд · 5 из 5 звёзд · 5 из 5 звёзд · 5 из 5 звёзд | 4,5 из 5 звёзд · 4,5 из 5 звёзд · 4,5 из 5 звёзд · 4,5 из 5 звёзд · 4,5 из 5 звёзд |
| GameRevolution        | B+                                                                       | B+                                                                       | B+                                                                                 |
| GameSpot              | 9,1/10                                                                   | 9,1/10                                                                   | 8,8/10                                                                             |
| GameSpy               | [ 29 ]                                                                   | [ 30 ]                                                                   | [ 31 ]                                                                             |
| GamesRadar+           | 9,5/10                                                                   | N/A                                                                      | 10/10                                                                              |
| GameTrailers          | 9/10                                                                     | 9/10                                                                     | 8,8/10                                                                             |
| GameZone              | 9,1/10                                                                   | 9,2/10                                                                   | 9/10                                                                               |
| IGN                   | 8,9/10                                                                   | N/A                                                                      | N/A                                                                                |
| OPM                   | 5/5                                                                      | N/A                                                                      | N/A                                                                                |
| OXM                   | N/A                                                                      | 9,8/10                                                                   | 8,5/10                                                                             |
| Play (UK)             | 9,5/10                                                                   | 9,5/10                                                                   | N/A                                                                                |
| TeamXbox              | N/A                                                                      | 9/10                                                                     | N/A                                                                                |
| VideoGamer            | 9/10                                                                     | 9/10                                                                     | 8/10                                                                               |
| XboxAddict            | N/A                                                                      | 4,3/5                                                                    | 4,8/5                                                                              |
| Русскоязычные издания |                                                                          |                                                                          |                                                                                    |
| Издание               | Оценка                                                                   | Оценка                                                                   | Оценка                                                                             |
| Издание               | PS2                                                                      | Xbox                                                                     | Xbox 360                                                                           |
| «Страна игр»          | 9/10                                                                     | N/A                                                                      | N/A                                                                                |

Burnout Revenge, как и предыдущая часть серии, получила восторженные отзывы от журналистов. Похвалы были удостоены зрелищные аварии, динамичный геймплей, качественная графика и отличное звуковое сопровождение. На сайтах GameRankings и Metacritic средняя оценка игры составляет 90,30 % и 90/100 в версии для PlayStation 2, 89,99 % и 89/100 — для Xbox, 88,57 % и 89/100 — для Xbox 360 соответственно. Burnout Revenge неоднократно называлась одной из лучших гоночных игр 2005 года и получила несколько наград.